# 중국화공집단공사
중국화공집단공사(中国化工集团公司, ChemChina)는 중화인민공화국의 화학기업이다.

## 역사
2004년 China Haohua와 China Bluestar와 같은 국영 화학 기업의 합병으로 설립된 China National Chemical Corporation은 현재 중국에서 가장 큰 화학 그룹으로 주로 새로운 화학 재료 및 특수 화학 물질, 석유 가공 및 정제 제품, 기본, 농업, 고무 및 화학 장비 제품에 관여한다.
2011년에는 포춘지가 선정한 세계 500대 기업 중 475위, 2016년에는 234위에 올랐다. 그러나 A주 상장기업 10개 중 절반 이상이 실적이 좋지 않거나 심지어 손실을 보는 상황에 처해 있다. 사실, 중국화 사업이 학술 논문 생산을 극대화하는 국내 기업으로 변모했지만 그 명성은 여전히 충분히 밝지 않고 많은 하위 조직이 여전히 "독립적으로 작업"하고 있으며 "중국 화학 산업"이라는 칭호가 강조되지 않았다.
2011년, 그룹의 자회사인 China National Chemical and Agricultural Corporation은 이스라엘에 상장된 회사를 인수했다.
2015년 3월, 이 회사는 이탈리아 타이어 제조업체인 Pirelli를 70억 유로에 인수하여 대주주인 Camfin의 지분 26%를 확보할 계획이었다.
2016년 1월 11일, 이 회사는 독일의 Klaus-Maffei를 9억 2,500만 유로(66억 4,400만 위안)에 인수했다.
2017년 6월 7일, ChemChina는 세계 최대의 농산물 제조업체인 스위스의 Basel Syngenta를 인수했다. 동시에 ADAMA는 ChemChina의 상장 회사인 Sanonda에 매각되었다.
2021년 5월 8일, Sinochem Group과 ChemChina가 공동으로 개편한 새로운 국영 기업인 Sinochem Holdings Co., Ltd.(Sinochem Holdings)가 베이징에 공식 설립되었다.

## 지속가능성 부문에서 플래티넘 수상
Bluestar Elkem은 EcoVadis로부터 지속 가능성 투명성 부문에서 다시 한 번 플래티넘 등급을 획득하여 지속 가능성의 우수성을 입증했다. 이번 수상으로 Bluestar Elkem은 전 세계 평가 대상 기업 중 상위 1%에 속하게 되었다.

## 자회사
- 중국화공집단공사 (100%)
  - 사논다 홀딩스 (100%)
    - 사논다 (70% 예상)
      - 아다마 (100%)